# Fairy
Fairy er et opvaskemiddel, der fremstilles og markedsføres af Procter & Gamble. Tidligere blev produktet markedsført som YES i Danmark og flere andre lande. Antallet af varianter varierer fra land til land, men mest kendt er den grønne normal-variant og den gule med citrusduft.
Fairy blev lanceret i Storbritannien i 1960 og er i dag et såkaldt degenereret mærke[kilde mangler]; dvs. at betegnelsen Fairy refererer til opvaskemiddel generelt og ikke nødvendigvis til dette eksakte produkt. 